# Antiroman
Antiroman se numește un tip de roman avangardist, care se opune romanului tradițional prin ignorarea intrigii, a dialogului și a laturii umane.
El este o operă literară în proză, polemică și radicală, care tinde să prezinte realitatea fără a se supune convențiilor romanului. Înglobează forme experimentale caracteristice modernismului și se distinge prin lipsa subiectului evident, episoade fără legătură între ele, minima dezvoltare a personajelor, descrierea obiectelor care abundă, sufocând spațiul romanesc. Nu se urmărește verosimilul, ci suprimarea lui prin amestec de planuri, colaje, schimbări de registru, digresiuni, citate, introducerea unor pasaje nonficționale, a stereotipiilor de limbaj, etc.
Urmărind să depășească nivelul de așteptări al cititorului și să-i înfrângă rutinele, autorii de antiroman au omis, în mod deliberat, intervenția personalității, a gusturilor și valorilor autoriale. Termenul a fost introdus de Jean-Paul Sartre, în anul 1948, dar antiromanul a apărut încă din secolul XVII, odată cu operele lui Laurence Sterne.
Antiromanul definește „noul roman francez", reprezentat de: Nathalie Sarraute, Alain Robbe-Grillet, Michel Butor etc. (care atrage atenția criticii după 1950), considerat o negație a romanului tradițional.